# بيل هندرسون (لاعب كرة قاعدة أمريكي)
بيل هندرسون (بالإنجليزية: Bill Henderson)‏ هو لاعب كرة قاعدة أمريكي، ولد في 4 نوفمبر 1901 في بلونتستاون في الولايات المتحدة، وتوفي في 6 أكتوبر 1966 في بينساكولا في الولايات المتحدة.

## وصلات خارجية
- بيل هندرسون على موقعبيزبول رفرنس.كوم (الدوري الرئيسي) (الإنجليزية)
- بيل هندرسون على موقعبيزبول رفرنس.كوم (الدوري الثانوي) (الإنجليزية)